# Schemmerberg
Schemmerberg ist ein seit 1974 zu Schemmerhofen gehörendes Dorf an der Riß, einem rechten Nebenfluss der Donau. Der Ort hat 1264 Einwohner (2014), die Fläche der Gemarkung beträgt 594 ha.

## Geschichte
Der Ort wird erstmals 851 genannt. Vermutlich stand auf dem Hügel des Dorfes eine Burg der Herren von Schemmern. Im ausgehenden Mittelalter war das Dorf geteilt. Die Grafen von Wartstein besaßen einen Teil, den anderen die Herren von Sulmetingen als österreichisches Lehen. Später erwarb das Kloster Salem den Teil des Dorfes von den Grafen von Wartstein. 1496 veräußerten auch die Herren von Sulmetingen ihren Besitz an das Kloster Salem.
Die Gerichtsbarkeit lag bei der Landvogtei Schwaben. 1497 wurde es dem Kloster gestattet, in Schemmerberg ein Gericht einzurichten. 1742 folgte auch die hohe Gerichtsbarkeit. Der Baltringer Haufen überfiel am 26. März 1525 im Bauernkrieg das Schloss Schemmerberg und zerstörte es später. 1532 wurde es erneut aufgebaut.

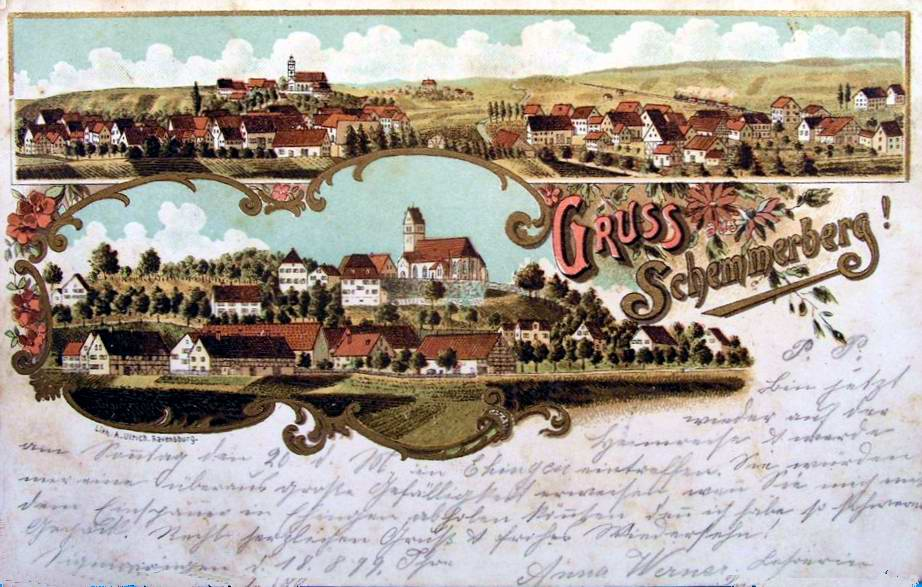
Schemmerberg 1899

Mit der Säkularisation 1803 fiel das Gebiet um Schemmerberg erst an das kurzlebige Reichsfürstentum Buchau der Fürsten von Thurn und Taxis und 1806 an das Königreich Württemberg und wurde dem Oberamt Biberach zugeordnet. Im Jahr 1837 wurde das Schloss abgebrochen. 1850 bekam der Ort einen Anschluss an die Württembergische Südbahn und damit Zugang zum Streckennetz der Württembergischen Eisenbahn.
Die Verwaltungsreform während der NS-Zeit in Württemberg führte 1938 zur Zugehörigkeit zum Landkreis Biberach.
1945 wurde die Gemeinde Teil der Französischen Besatzungszone und somit erfolgte 1947 die Zuordnung zum neu gegründeten Land Württemberg-Hohenzollern, welches 1952 im Land Baden-Württemberg aufging.
Im Zuge der Gemeindereformen wurde Schemmerberg am 1. Januar 1974 nach Schemmerhofen eingemeindet.

## Verkehr und Infrastruktur
Schemmerberg hat seine Gemeindeverwaltung in selbigem Ort sowie einen Ortsvorsteher und einen Ortsrat mit 10 Mitgliedern. Es befindet sich im Ort eine Grundschule sowie ein Kindergarten in kirchlicher Trägerschaft.
Der Ort ist an die Württembergische Südbahn angeschlossen. In der Nähe verläuft die Bundesstraße 30.

## Kultur und Sehenswürdigkeiten

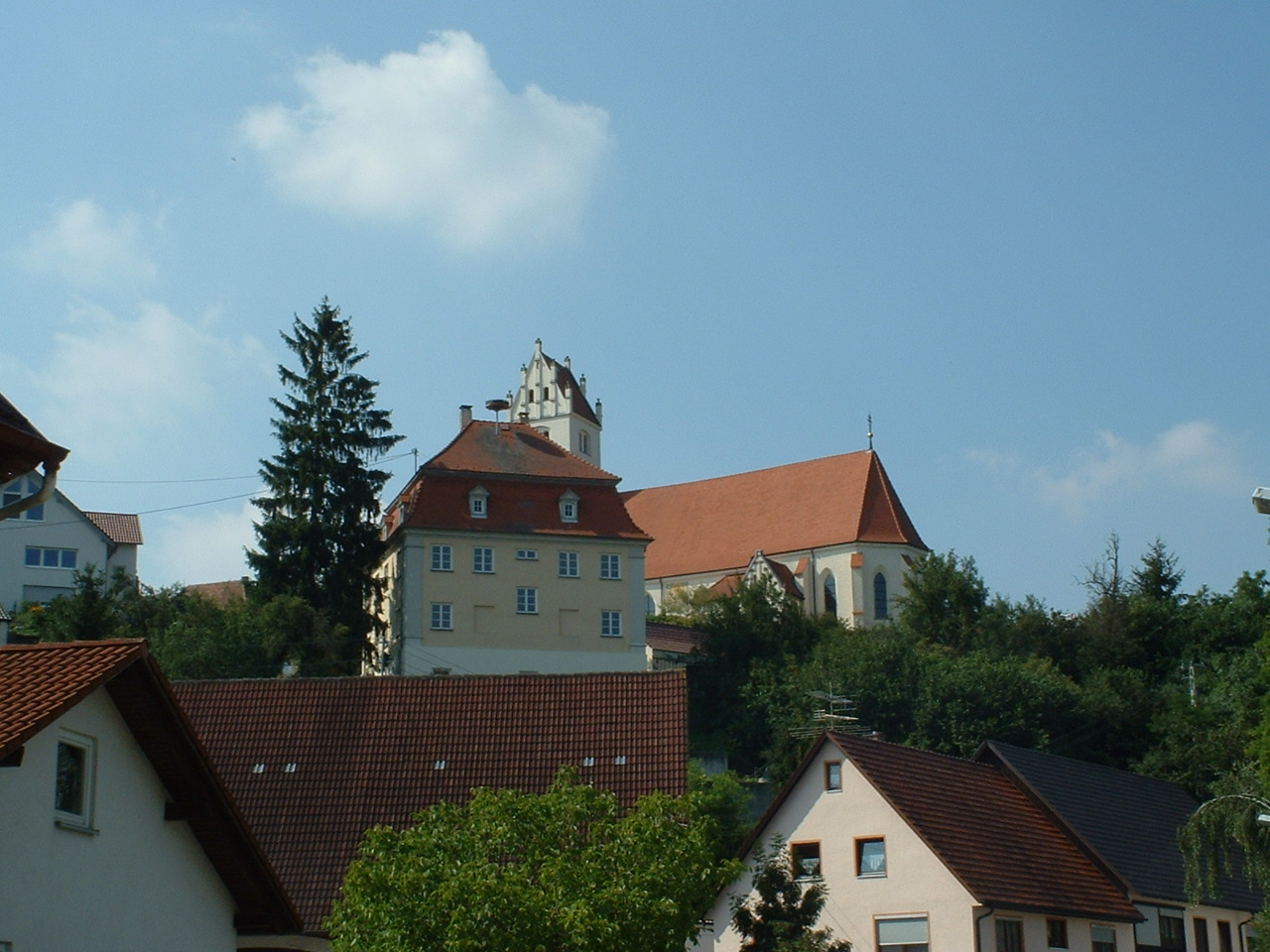
Schemmerberg

Das Ortsbild wird durch die katholische Kirche St. Martin geprägt.
Durch das Dorf führt der Oberschwäbische Jakobsweg von Ulm nach Konstanz.
← Vorhergehender Ort: Obersulmetingen | Schemmerberg | Nächster Ort: Äpfingen →

Ulmer Münster |
Ulm |
Grimmelfingen |
Einsingen |
Erbach |
Donaurieden |
Oberdischingen |
Ersingen |
Rißtissen |
Untersulmetingen |
Obersulmetingen |
Schemmerberg |
Äpfingen |
Laupertshausen |
Mettenberg |
Biberach an der Riß |
Reute |
Grodt |
Muttensweiler |
Steinhausen |
Wallfahrtskirche Steinhausen |
Winterstettenstadt |
Bad Waldsee |
Bergatreute |
Weingarten |
Ravensburg |
Brochenzell
Östliche Route:
Meckenbeuren |
Tettnang |
Gießenbrücke |
Heiligenhof |
Atlashofen |
Hüttmannsberg |
Gattnau |
Arensweiler |
Selmnau |
Hattnau |
Nonnenhorn
Westliche Route:
Rammetshofen |
Unterteuringen |
Hepbach |
Leimbach |
Möggenweiler |
Markdorf |
Meersburg |
Bodensee |
Staad |
Konstanz |
Konstanzer Münster